# ミヤブレ!ジョーカー
『ミヤブレ!ジョーカー』は日本テレビ系列で2014年に放送されたバラエティ特別番組。

## 概要
人気芸能人のプライベートに密着した映像を見て、その中に1つだけある嘘を見破る。

## 放送日時
| 放送回 | 放送日時                   |
| ------ | -------------------------- |
| 第1回  | 2014年2月6日1:29 - 1:59    |
| 第2回  | 2014年5月25日13:15 - 14:15 |
| 第3回  | 2014年10月9日19:00 - 20:54 |

## スタッフ
第3回（2014年10月9日放送）
- 企画・演出：渡邉友一郎
- ナレーション：窪田等、垂木勉
- 構成：加藤淳一郎、梅田道人、岩本哲也
- TM：江村多加司
- SW：大庭茂嗣
- CAM：福田紳一郎
- MIX：山口直樹
- AUD：木本文子
- VE：石野太一
- モニター：吉邑光司
- CG：ぴーたん
- 技術協力：NiTRo、STUDIO Welt
- 美術プロデューサー：牧野沙和
- デザイン：平岡真穂
- 美術協力：日テレアート
- 美術補佐：杉山知香
- 装置：増子純一
- 照明：星勇次
- 電飾：川井知香子
- 装飾：高橋吉彦
- メイク：塩山千明
- 編集：針谷大吾
- MA：丸山輝幸
- 音効：高取謙
- TK：田中彩
- デスク：大橋真理
- リサーチ：フォーミュレーション
- AP：嶋田哲治
- AD：梅津将、木屋芙美乃、新井雄大、白藤俊文
- ディレクター：奥村竜、小澤博之、曽我翔、山本紗智子、久延雅一、高松千泰、嵐修三郎
- 演出：岡田直也
- プロデューサー：東井文太／阿河朋子、木村優子、坪井理紗
- チーフプロデューサー：森實陽三
- 制作協力：えすと、モンスターゾーン
- 製作著作：日本テレビ

### 過去のスタッフ
- 構成：平和紘（第2回）
- AUD：太田黒健至（第2回）
- VE：斎藤孝行（第2回）
- 照明：市原伸（第2回）
- メイク：家崎裕子（第2回）
- 編集：若宮慎也（第2回）
- MA：大竹誠司（第2回）
- TK：坂本幸子（第2回）
- バーチャルセット：塚越千恵（第2回）
- AD：長谷川智也、長沼秀幸、川名孝太郎（全員第2回）
- ディレクター：東海林大介（第2回）
- チーフプロデューサー：安岡喜郎（第2回）